# 七ツ屋駅

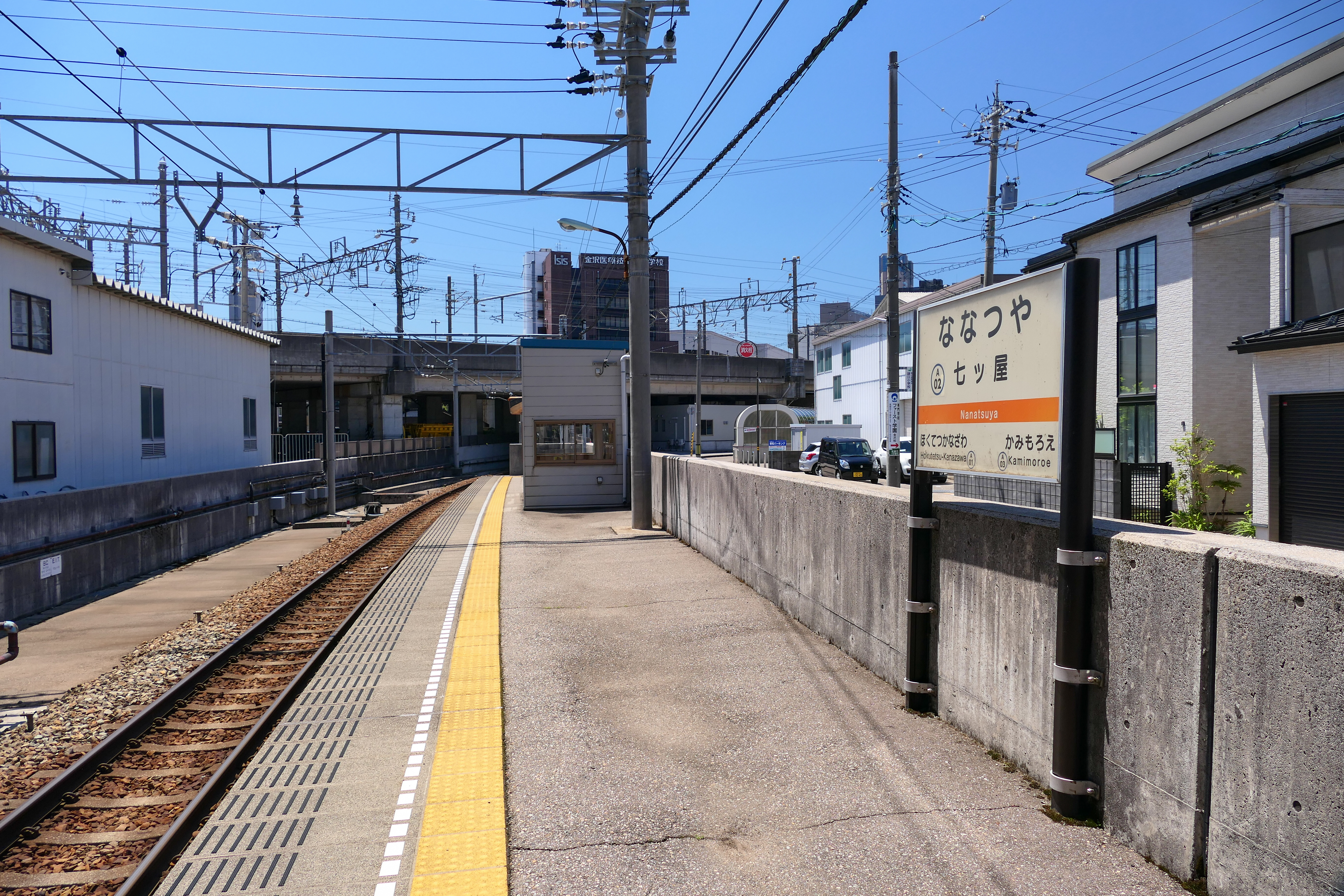
ホーム（2023年6月）

七ツ屋駅（ななつやえき）は、石川県金沢市北安江にある北陸鉄道浅野川線の駅である。駅番号はA02。

## 歴史
- 1925年（大正14年）5月10日：浅野川電気鉄道の七ツ屋駅として開業[1]。当時は始発駅であった。
- 1926年（大正15年）5月18日：金沢駅前駅（現在の北鉄金沢駅） - 当駅間開業[2]。金沢駅前駅との間に堀川駅（後に廃止）があった。
- 1945年（昭和20年）10月1日：北陸鉄道が浅野川電気鉄道を合併したことに伴い、同社の浅野川線の駅となる[3]。
- 2001年（平成13年）3月28日：北鉄金沢駅 - 当駅間地下化のため、0.1km北鉄金沢方へ移転。

## 駅構造
単式ホーム1面1線を有する地上駅。無人駅となっている。

## 利用状況
1日の平均乗降人員は以下の通りである。
| 1日乗降人員推移 | 1日乗降人員推移 |
| 年度            | 1日平均人数     |
| --------------- | --------------- |
| 2011年          | 39              |
| 2012年          | 47              |
| 2013年          | 54              |
| 2014年          | 54              |
| 2015年          | 53              |
| 2016年          | 52              |
| 2017年          | 56              |
| 2018年          | 57              |
| 2019年          | 57              |

## 隣の駅
北陸鉄道
■浅野川線
北鉄金沢駅 (A01) - 七ツ屋駅 (A02) - 上諸江駅 (A03)